# Trnovačko jezero
Der Trnovačko jezero (montenegrinisches kyrillisch: Трновачко језеро) ist ein Gletschersee, auf dem Gebiet der Gemeinde Plužine, im Nordwesten Montenegros. Wegen seiner Nähe zum Volujak-Massiv wird er auch Volujačko jezero genannt.
Der See liegt zwischen den Bergmassiven des Volujak und Maglić an der Grenze zu Bosnien und Herzegowina, auf einer Höhe von 1517 m über dem Meeresspiegel, in einem weitläufigen Becken. Der See hat etwa die Form einer Niere, wobei die Uferlinie nur schwach ausgeprägt ist. Der See ist etwa 800 m lang, etwa 700 m breit und bis zu maximal 9 m tief. Das Wasser des Sees ist sehr sauber und erlaubt eine klare Sicht bis in 4 m Tiefe.
Der See wird von Regenfällen, Quellen unter der Seeoberfläche und kurzen, nur zeitweise auftretenden Bergbächen gespeist. Es besteht kein oberirdischer Abfluss, so dass der See nur durch Verdunstung und Versickerung Wasser verliert. Die jahreszeitlichen Schwankungen des Wasserspiegels des Sees betragen bis zu etwa 1 m.
Der Grund des Trnovačko jezero ist vollständig von Wasserpflanzen überwachsen, schwimmende Wasserpflanzen kommen nur selten vor. Auf uferfernen Untiefen des Sees wachsen Schnabel-Seggen (Carex rostrata). 
Die einzige im See vorkommende Wasserpflanze ist das Grasartiges Laichkraut (Potamogeton gramineus L.).
Trotz seiner abgelegenen Lage ist er ein beliebtes Wanderziel.